# هلفيلة جريسية
هلفيلة جريسية (الاسم العلمي: Helvella campanulata) هي نوع من الفطريات يتبع جنس الهلفيلة من الفصيلة الهلفيلية.